# Le Diable et le Bon Dieu
Le Diable et le Bon Dieu, in het Nederlands vertaald als De duivel en God (letterlijk: "De duivel en de goede god"), is een toneelstuk van de Franse filosoof en schrijver Jean-Paul Sartre. 

## Situering
Dit toneelstuk is te situeren in Duitsland in het eerste kwart van de  16de eeuw. Het zijn onrustige tijden waarin o.a. Luther de bevolking opjutte met zijn protestantse stellingen tegen de paus van Rome, die gesteund werd door keizer Karel V. Luther vond steun bij de regionale Duitse rijksvorsten. De arme boerenbevolking kwam in opstand (de zgn. Duitse Boerenoorlog van 1524-25) tegen de zware belastingen en feodale diensten die hen opgelegd werden door de adellijke leenheren. Om de steun van de rijksvorsten niet te verliezen en o.w.v. het geweld van de opstandelingen distantieerde Luther zich van de opstandige boeren.
Het stuk speelt zich af in de buurt van het bisschoppelijk paleis van Worms (Rijnland-Palts) dat werd belegerd in 1524.

## Inhoud
Eigenlijk wordt aan de hand van dit historisch verhaal het existentialisme uit de doeken gedaan: de mens kan zijn bestaan slechts zin geven door in volle vrijheid te handelen, zonder geloof in bovennatuurlijke krachten. Vluchten in bovennatuurlijke krachten zoals religie is de verantwoordelijkheid van de mens ontlopen. 
Het is een sterk ideologisch geladen stuk waarin het anticlericalisme tot uiting komt door de kritiek op de rijke kerk van bisschoppen en prelaten. O.a. met een verwijzing naar de aflatenprediker Tetzel die met de zegen van de paus de vrees voor de hel gebruikte om geld af te troggelen van de gelovigen. Maar ook door op satirische manier te tonen hoe de kwaadaardige slechterik zich plots bekeert, zijn landerijen wegschenkt, een “stad van god” (cité du Soleil) sticht, zichzelf kastijdt zoals de flagellanten, …
Er wordt ook indirect gepleit voor het atheïsme vermits God zwijgt, afwezig is. Het lijden en de uitbuiting van de arme mensen wordt gezien als een bewijs dat God niet (meer) bestaat.
Een ander belangrijk thema is de strijd tussen goed en kwaad waaruit blijkt dat er nood is aan revolutie om het onrecht en de uitbuiting van de arme bevolking te beëindigen. Hieruit blijkt ook de marxistische sympathie van Sartre.
Hierbij wordt ook het gewetensconflict aangeraakt of geweld (het kwaad) mag gebruikt worden om de slaven te bevrijden (het goede).

## Personages
Goetz: het hoofdpersonage is een gewetenloze bendeleider die prat gaat op de schrik die men heeft voor zijn meedogenloos geweld. Maar plots bekeert hij zich, kiest de kant van het onderdrukte volk en van God. Maar hij mislukt daarin.
Heinrich: een progressieve armenpriester
Nasty: heilsprofeet, revolutionaire wegbereider van en betere wereld
Cathérine: de courtisanne/geliefde (tegen beter weten in) van Goetz, maar ook diens slachtoffer in een soort toxische relatie
Hilda: dochter van een rijke molenaar die de zorg voor de armen op zich neemt. Ze veroordeelt de gewetenloze Goetz niet omdat ze hem ziet als slachtoffer van de erfzonde.

## Tekstgeschiedenis
Het script van het toneelstuk kwam in 1951 uit als boek. In 1961 verscheen de eerste Nederlandse vertaling van de hand van Maurits Mok. Het drama werd voor het eerst gespeeld in het Théâtre Antione, op 7 juni 1951. In Nederland vond de eerste opvoering plaats op 19 november 1960. In 1967 verscheen bovendien een populaire bundel van het toneelstuk met een transcript van Sartres rede L'existentialisme est un humanisme, vertaald als Over het existentialisme.